# Korymbie citroníková
Korymbie citroníková (Corymbia citriodora), dříve známá jako blahovičník citroníkový (Eucalyptus citriodora), je strom dorůstající výšky až přes padesát metrů, vyznačující se intenzivní citronovou vůní.

## Popis
Má hladkou, bledou, barevně skvrnitou kůru. Listy jsou protáhlé. Plody jsou hnědé tobolky s drobnými semeny, které se nacházejí až u vrcholku stromu.
Upřednostňuje lehčí, mírně kyselé hlinité půdy s příměsí písku. Přirozeně se vyskytuje na severovýchodě Austrálie.

## Význam
Dřevo korymbie není příliš kvalitní, ale je významný pro výrobu medu, a díky velké spotřebě vody se užívá k vysušování půdy na místech močálů a bažin. Významný je i jako parkový strom. Vyhledáván je pro své vonné silice, které mají také léčivé účinky zejména pro dýchací ústrojí. Často se proto umisťuje do zahrad nemocnic a sanatorií. Rostlina snáší poklesy teplot přibližně do –5 °C.

## Obsahové látky
Rostlina obsahuje množství silic. Hlavní účinek silice z listů je repelentní. Výroba silic z listů probíhá především v Brazílii a v Číně. Zatímco surová silice se používá v parfumerii, pro přísady do repelentů se chemicky zpracovává. Další možné použití je v čisticích prostředcích, v deodorantech, jako přísada do potravin a ve farmaceutickém průmyslu (přípravky pro léčbu astmatu, senné rýmy, zánětů průdušek a horních cest dýchacích, vysokého krevního tlaku, revmatických onemocnění, očních a kožních chorob).
Eukalyptová silice je silnou přírodní dezinfekcí, a jako taková může být ve větším množství toxická. Býložravci, kteří se listy živí (zejména koaly a některé vačice), ji však snášejí bez potíží.
Květy rostliny produkují velké množství nektaru, která je potravou mnoha opylovačům, k nimiž patří hmyz, ptáci, netopýři a vačice.